# Малый Тютерс
Малый Тютерс (фин. Pien-Tytärsaari, или Säyvö) — остров в Финском заливе Балтийского моря, в 15 км к юго-западу от острова Большой Тютерс. Входит в состав Ленинградской области России. Площадь острова — 1,6 кв.км.
На Малом Тютерсе имеются два маяка: первый — на северо-западной оконечности острова, второй — на самом конце длинной косы на его южной стороне. Северо-западный маяк представляет собою решётчатую, квадратную в основании башню высотой в 8 м. Его фокальная плоскость находится на высоте 14 метров. Даёт белую вспышку каждые 6 секунд. На башне закреплена дневная метка — реечная, белая с красной вертикальной полосой посередине. Южный маяк идентичен северо-западному.

## Исторические сведения
По Ништадтскому мирному договору 1721 г. перешёл от Швеции к России и оставался в составе сначала Выборгской губернии, а затем Великого княжества Финляндского. В согласии с Тартуским мирным договором между РСФСР и Финляндией 1920 г. остров отошёл к Финляндии, где оставался до 1940 года.
Во время Великой Отечественной войны был занят германской армией. Принадлежность Малого Тютерса Советскому Союзу подтверждена Парижским договором 1947 г.

## Научные исследования на острове, охрана природы
Летом 1993 года остров посетила российско-финская научная экспедиция, организованная при поддержке Всемирного фонда дикой природы.
Весной 2009 года принято решение о включении острова в состав Ингерманландского заповедника, где одним из объектов охраны должна стать кольчатая нерпа — её балтийский подвид (Phoca hispida botnica), весьма распространённый на Малом Тютерсе.
Район острова богат железомарганцевыми конкрециями.